# Multimedia Polska

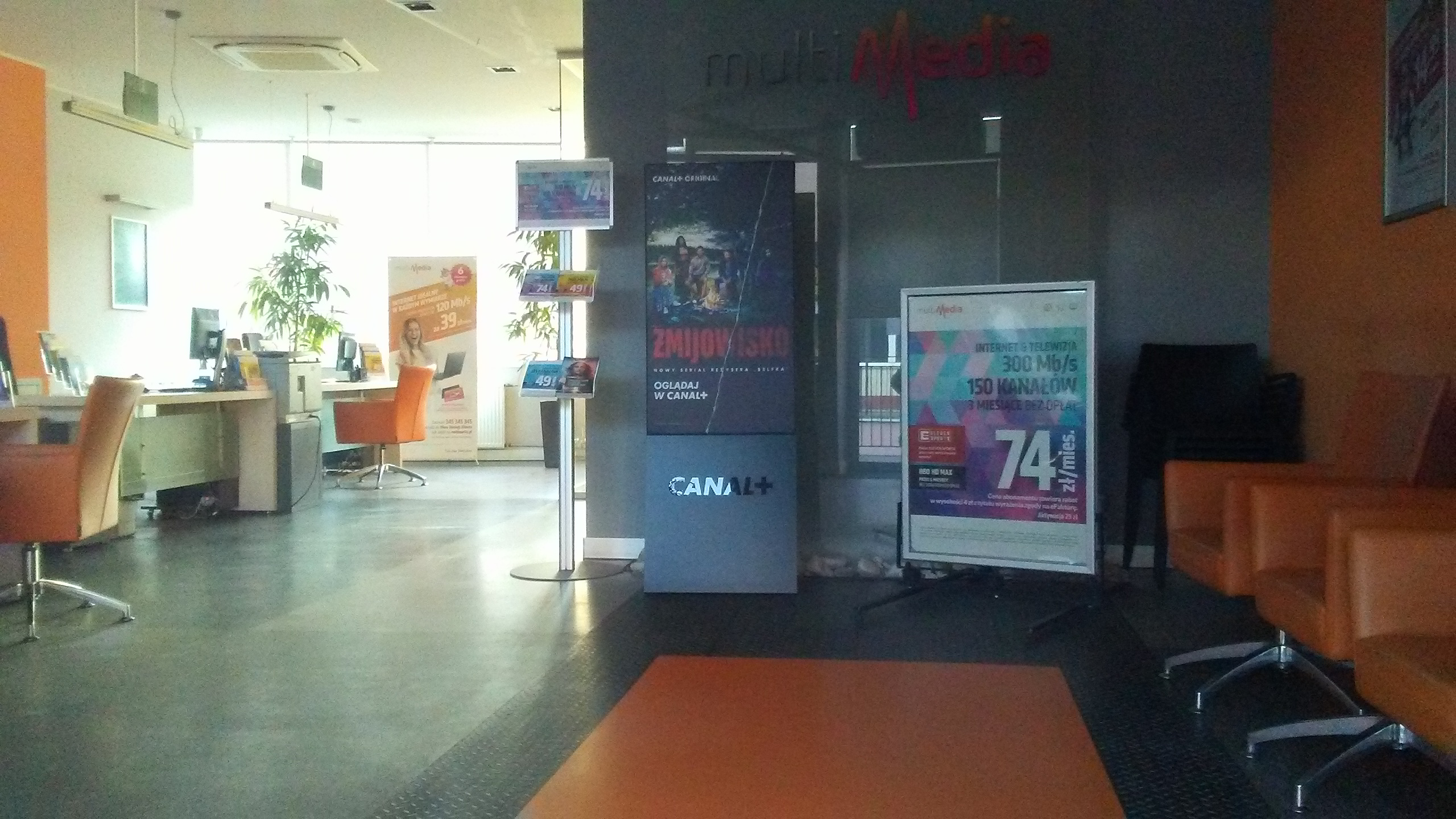
Biuro Obsługi Klienta multiMedia Polska w Tomaszowie Mazowieckim

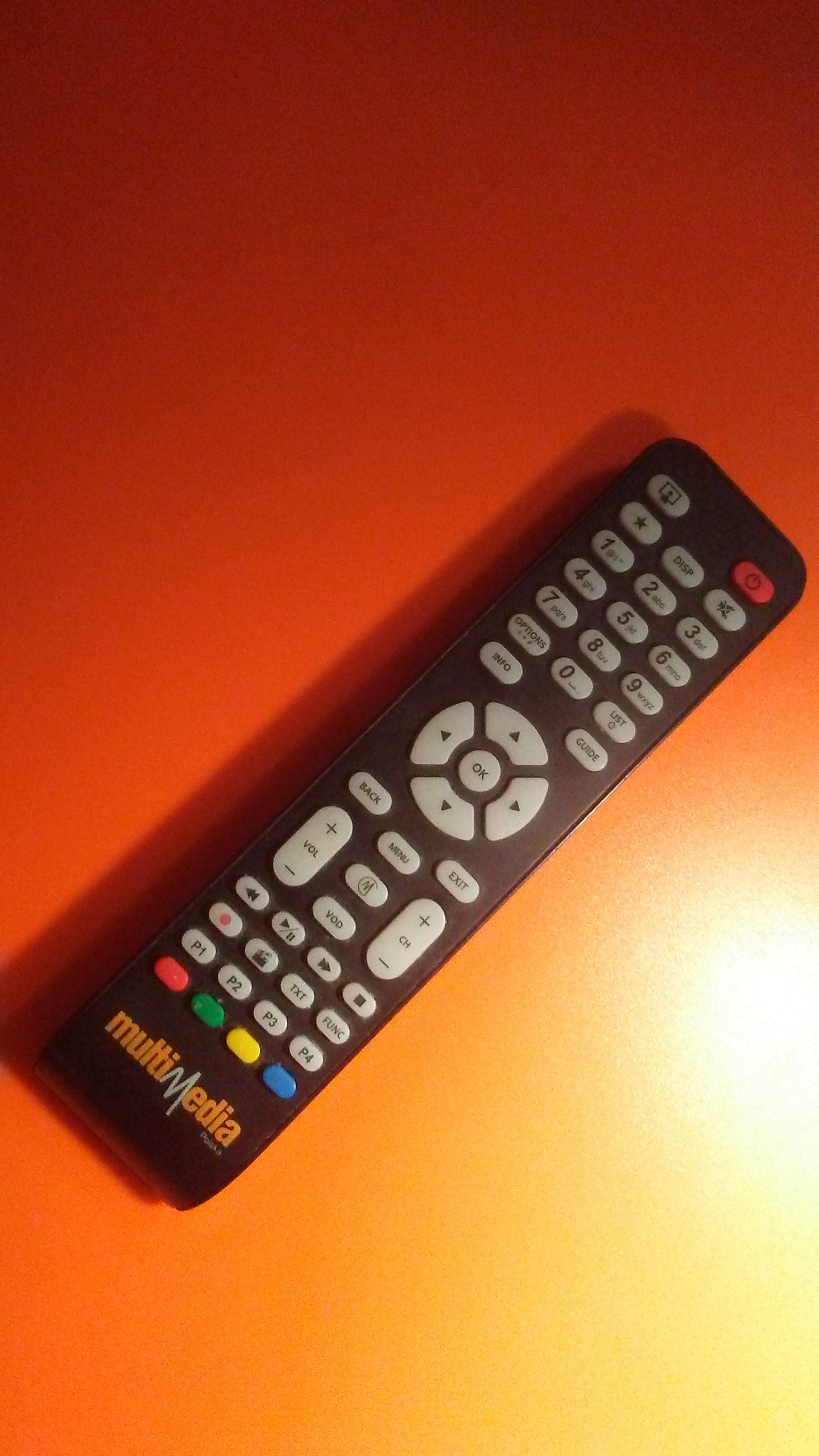
Pilot do obsługi telewizji kablowej Multimedia Polska

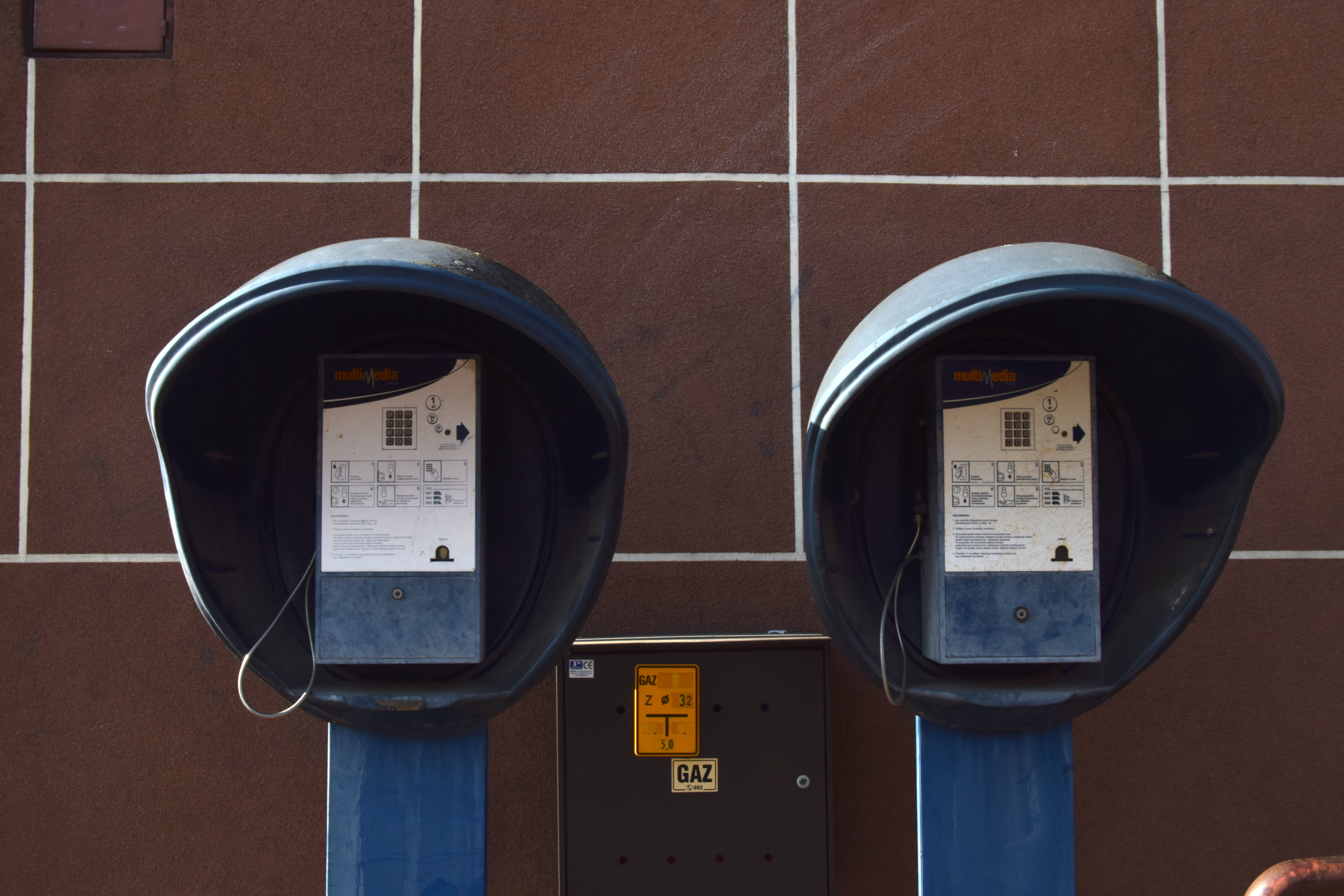
Dwa automaty telefoniczne należące do Multimedia Polska, znajdujące się przy oddziale firmy w Łapach.

Multimedia Polska S.A. (zapis stylizowany: multiMedia) – polskie przedsiębiorstwo prowadzące działalność dostawcy usług multimedialnych: telewizji kablowej, szerokopasmowego dostępu do Internetu, telefonii stacjonarnej. Obejmuje grupę spółek zależnych. Akcje spółki były notowane na Giełdzie Papierów Wartościowych w Warszawie od 13 listopada 2006 do 22 sierpnia 2011.
Spółka powstała w Kaliszu w 1991 jako Tele Cal. W 1999 jej inwestorem strategicznym został Emerging Ventures Ltd., inwestujący w latach 2001–2003 także w inne spółki branży telekomunikacyjnej, w tym w Szel-Sat Sp. z o.o. w Gdyni oraz spółki grupy TeleNet Polska. W 2002 nastąpiło połączenie spółek Multimedia Polska S.A. w Kaliszu oraz Szel-Sat Sp. z o.o. w Gdyni. W latach 2003–2005 Multimedia Polska S.A. przejęła spółki grupy TeleNet Polska kontrolowane przez Emerging Ventures Ltd. W 2006 Emerging Ventures Ltd. kontrolował 55,9% udziałów spółki Multimedia Polska S.A. Obecnie siedzibą spółki jest Gdynia, prezesem zarządu jest Andrzej Rogowski. W 2011 nastąpiło połączenie spółek Internet Solutions Sp. z o.o. ze spółką przejmującą Multimedia Polska S.A.
Według Polskiej Izby Komunikacji Elektronicznej w 3. kwartale 2011 Multimedia Polska S.A. miały ok. 725 000 abonentów (15,76% udziału w rynku) i wraz z zakupionym ostatecznie w 100% 16 maja 2012 Stream Communications (101 000 abonentów, czyli 2,2% udziału w rynku) były pod tym względem drugą co do wielkości siecią kablową w Polsce. W drugiej połowie 2016 Multimedia Polska była trzecim co do wielkości operatorem kablowym w Polsce. Na koniec czerwca 2016 w zasięgu sieci Multimedia Polska było 1,6 milion gospodarstw domowych. Spółka obsługiwała ponad 832 tys. klientów korzystających z 1,4 mln usług, w tym z 643 tys. usług video, 493 tys. usług szerokopasmowego Internetu i 254 tys. usług telefonii (RGU).
W 2007 Multimedia Polska S.A. jako pierwszy operator kablowy w Polsce wprowadziły usługę VOD, PVR i HDTV. W 2008 spółka uruchomiła ogólnopolskie call center w Kaliszu.
18 października 2016 pełnomocnicy kontrolowanej przez amerykańskie przedsiębiorstwo Liberty Global spółki UPC Polska podpisali przedwstępną umowę zakupu akcji Multimedia Polska. Wartość transakcji ustalona została na około 3 mld zł (760 mln USD). W marcu 2018 r. UPC wycofała się z transakcji, a Urząd Ochrony Konkurencji i Konsumentów ocenił, że fuzja firm spowodowałaby ograniczenie konkurencji. W sierpniu tego samego roku akcjonariusze spółki podpisali wstępne porozumienie dotyczące jej sprzedaży właścicielowi sieci kablowej Vectra, na co w styczniu 2020 r. wyraził zgodę pod warunkiem sprzedaży części sieci przez Vectrę lub Multimedia Polska. Transakcję sprzedaży 100% akcji sfinalizowano w następnym miesiącu. 2 kwietnia 2024 zakończył się proces łączenia działalności abonenckiej Vectry i Multimedia Polska poprzez przejęcie dotychczasowych abonentów Multimedii przez Vectrę.